# Oldenlandia pterita
Oldenlandia pterita är en måreväxtart som först beskrevs av Carl Ludwig von Blume, och fick sitt nu gällande namn av Friedrich Anton Wilhelm Miquel. Oldenlandia pterita ingår i släktet Oldenlandia och familjen måreväxter. Inga underarter finns listade i Catalogue of Life.